# Jillian Loyden
Jillian Loyden (* 25. Juni 1985 in Vineland, New Jersey) ist eine ehemalige US-amerikanische Fußballtorhüterin.

## Karriere

### Vereine
Loyden begann ihre Karriere im Jahr 2007 beim W-League-Teilnehmer Jersey Sky Blue (den späteren Hudson Valley Quickstrike Lady Blues), ehe sie zur Premierensaison 2009 der WPS zur Franchise der Saint Louis Athletica wechselte. Nach Ende der Saison in den USA wechselte sie leihweise bis Jahresende zum australischen Erstligisten Central Coast Mariners. Die beiden folgenden Spielzeiten verbrachte Loyden bei den WPS-Teilnehmern Chicago Red Stars und magicJack, ehe die gesamte Liga vor Saisonstart 2012 aufgelöst wurde. Ab der Saison 2013 spielte sie in der neugegründeten National Women’s Soccer League für den Sky Blue FC und beendete im Oktober 2014 ihre Profikarriere zunächst. Im Juli 2016 kehrte Loyden kurzzeitig als Ersatztorhüterin in den Kader des Sky Blue FC zurück, absolvierte jedoch bis zum Saisonende kein Pflichtspiel.

### Nationalmannschaft
Loyden gab ihr Länderspieldebüt am 21. Oktober 2010 beim 2:1 gegen China und gehörte zum Kader für den CONCACAF Women’s Gold Cup 2010. Im Kader der USA für die Weltmeisterschaft 2011 in Deutschland war sie die Spielerin mit den wenigsten A-Länderspielen und blieb im Turnierverlauf ohne Einsatz. Ihr zehntes und letztes Länderspiel absolvierte Loyden am 6. April 2014 gegen China.
Im Oktober 2014 erklärte sie ihren Rückzug vom internationalen Fußball um mehr Zeit zu haben um sich um ihren Neffen zu kümmern, dessen Mutter – ihre jüngere Schwester Britton – von ihrem Verlobten 2012 ermordet worden war.

## Erfolge
- Vizeweltmeisterin 2011 (ohne Einsatz)
- Gewinn des Algarve-Cup 2013